# العلاقات الأمريكية الإثيوبية
العلاقات الأمريكية الإثيوبية هي العلاقات الثنائية التي تجمع بين الولايات المتحدة وإثيوبيا.

## مقارنة بين البلدين
هذه مقارنة عامة ومرجعية للدولتين:
| وجه المقارنة                                              | الولايات المتحدة                                                                                                  | إثيوبيا                        |
| --------------------------------------------------------- | --- | ------------------------------ |
| المساحة (كم2)                                             | 9.83 مليون | 1.10 مليون                     |
| عدد السكان (نسمة)                                         | 311.58 مليون | 104.96 مليون                   |
| الكثافة السكانية (ن./كم²)                                 | 31.7 | 95.42                          |
| العاصمة                                                   | واشنطن العاصمة | أديس أبابا                     |
| اللغة الرسمية                                             | لغة إنجليزية | اللغة الأمهرية                 |
| العملة                                                    | دولار أمريكي | بير إثيوبي                     |
| الناتج المحلي الإجمالي (بليون دولار)                      | 19.39 تريليون | 80.56 مليار                    |
| الناتج المحلي الإجمالي (تعادل القوة الشرائية) بليون دولار | 18.04 تريليون | 161.90 مليار                   |
| الناتج المحلي الإجمالي الاسمي للفرد دولار أمريكي          | 56.12 ألف | 619                            |
| الناتج المحلي الإجمالي للفرد دولار أمريكي                 | 54.63 ألف | 1.50 ألف                       |
| مؤشر التنمية البشرية                                      | 0.920 | 0.442                          |
| رمز المكالمات الدولي                                      | +1 | +251                           |
| رمز الإنترنت                                              | .us، حكومة، .mil، Edu.                                                                                            | .et                            |
| المنطقة الزمنية                                           | توقيت ساموا الأمريكية، توقيت أطلنطي موحد، منطقة زمنية وسطى، توقيت ألاسكا ‏، المنطقة الزمنية الجبلية، توقيت تشامرو ‏ | ت ع م+03:00، توقيت شرق أفريقيا |

## مدن متوأمة
في ما يلي قائمة باتفاقيات التوأمة بين مدن أمريكية وإثيوبية:
- ترتبط سان فرانسيسكو مع أديس أبابا باتفاقية توأمة منذ 1970.
- ترتبط دنفر مع أكسوم باتفاقية توأمة منذ 1975.
- ترتبط واشنطن العاصمة مع أديس أبابا باتفاقية توأمة منذ 19 فبراير 1962.[16]
- ترتبط كليفلاند مع بحر دار باتفاقية توأمة منذ 1975.
- ترتبط كورفاليس مع قوندر باتفاقية توأمة.

## منظمات دولية مشتركة
يشترك البلدان في عضوية مجموعة من المنظمات الدولية، منها:
| علم المنظمة | اسم المنظمة                        | تاريخ انضمام الولايات المتحدة | تاريخ انضمام إثيوبيا |
| ----------- | ---------------------------------- | ----------------------------- | -------------------- |
|             | وكالة ضمان الاستثمار متعدد الأطراف | 12 أبريل 1988                 | 13 أغسطس 1991        |
|             | الاتحاد الدولي للاتصالات           | 1 يوليو 1908                  | 20 فبراير 1932       |
|             | يونسكو                             | 4 نوفمبر 1946                 | 1 يوليو 1955         |
|             | البنك الإفريقي للتنمية             | ?                             | ?                    |
|             | الأمم المتحدة                      | 24 أكتوبر 1945                | 13 نوفمبر 1945       |
|             | البنك الدولي للإنشاء والتعمير      | 27 ديسمبر 1945                | 27 ديسمبر 1945       |
|             | مؤسسة التمويل الدولية              | 20 يوليو 1956                 | 20 يوليو 1956        |
|             | مؤسسة التنمية الدولية              | 24 سبتمبر 1960                | 11 أبريل 1961        |
|             | منظمة الشرطة الجنائية الدولية      | ?                             | ?                    |
|             | الفريق المعني برصد الأرض           | ?                             | ?                    |
|             | منظمة حظر الأسلحة الكيميائية       | ?                             | ?                    |
|             | الاتحاد البريدي العالمي            | ?                             | ?                    |

## أعلام
هذه قائمة لبعض الشخصيات التي تربطها علاقات بالبلدين:
- افرايم إسحاق (29 مايو 1936 – )
- خالد آدم (1975 – )
- شابا دو (11 مايو 1955 – )
- غيديون زيلاليم (لاعب كرة قدم ألماني، 26 يناير 1997[25] – )
- كارلا هارفي (مغنية أمريكية، 4 أكتوبر 1976 – )
- كيفلي وداجو (سياسي إثيوبي، 30 أكتوبر 1936 – 28 أبريل 2004)
- يوسف صموئيل (لاعب كرة قدم من الولايات المتحدة، 3 يوليو 1997[26] – )

## وصلات خارجية
- موقع وزارة الخارجية الأمريكية
- موقع وزارة الخارجية الإثيوبية